# إل كاراسكال (محطة مترو أنفاق مدريد)
إل كاراسكال (بالإسبانية: El Carrascal)‏ هي محطة مترو أنفاق في مدريد في إسبانيا، تقع على الخط رقم 12.